# Stictocladius almeidai
Stictocladius almeidai är en tvåvingeart som först beskrevs av Oliveira 1946.  Stictocladius almeidai ingår i släktet Stictocladius och familjen fjädermyggor. Inga underarter finns listade i Catalogue of Life.